# Владимир Каплични
Владимир Каплични (на руски: Владимир Капличный) е бивш съветски футболист, защитник. Роден е в град Каменец-Подолск, Украинска ССР. Най-известен като капитан на ПФК ЦСКА Москва и съветския национален отбор в началото на 70-те години. Майстор на спорта от международна класа.
През 2011 г. посмъртно е обявен за почетен гражданин на Каменец-Подолски.

## Клубна кариера
Започва кариерата си в Динамо (Хмелницки) през 1962 г. През 1964 г. е повикан в армията и отбива военната си служба в СКА Лвов. Изиграва за тима 63 мача, в които вкарва 5 гола. През 1966 г. треньорът на СКА Сергей Шапошников поема ЦСКА (Москва) и причлиа в тима Каплични, Богдан Грешак и Степан Варга.
През 1966 г. става част от ЦСКА Москва, като оформя тандем с капитана на тима Алберт Шестерньов. Дуото е смятано за едно от най-добрите, играли някога за „армейците“. С ЦСКА Каплични е шампион на СССР през 1970 г. Пет пъти попада в списъка. Пет пъти е бил в списък „33 най-добри футболисти в шампионата на СССР“, като в три от тях – под номер 1.
След отказването на Шестерньов от футбола, Каплични е капитан на ЦСКА. За тима изиграва 327 мача във всички турнир, в които има 6 гола.

## Национален отбор
За първи път е повикан в националния отбор от Михаил Якушин за контрола с Мексико. Владимир дебютира в мача с мексиканците на 3 март 1968 г. Каплични играе за националния отбор на СССР от 1968 до 1974 г., като има 62 мача, в 9 от които е капитан. Каплични участва на две европейски първенства, като е вицешампион от Евро 1972, както и на Световното първенство в Мексико през 1970 г. Владимир е бронзов олимпийски медалист от турнира в Мюнхен през 1972 г.

## Треньорска кариера
След стаж в югославските Партизан и Цървена звезда, Каплични става помощник-треньор в ЦСКА Москва. Между 1979 и 1980 г. е треньор на СКА Лвов, а след това и на СКА Одеса. През 1992 г. е треньор на тима „Афган-Киев“, в който играят ветерани от войната в Афганистан. Владимир е и треньор на националния отбор на Украйна за инвалиди, с който е бронзов медалист от световно първенство.

## Успехи
- Шампион на СССР – 1970